# Église du Sacré-Cœur de Tourcoing
L'église du Sacré-Cœur est une église catholique de Tourcoing dans le département du Nord. Elle dépend du diocèse de Lille. L'église du Sacré-Cœur est réputée pour le son de ses cloches.

## Histoire et description
Cette grande église néogothique, de brique et de pierre, dont le style est inspiré du gothique primitif du début du XIIIe siècle, est située à l'entrée de la ville, boulevard Gambetta qui relie Tourcoing à Roubaix. Elle a été bâtie de 1875 à 1880 par l'architecte tourquennois Louis Croïn. Il s'agit du premier édifice à avoir été terminé boulevard Gambetta. L'orgue installé à l'intérieur de l'église a quant à lui été réalisé en 1901. 
Par convention, l'église est édifiée selon un plan en forme de croix latine. Ce plan est lisible sur la façade symétrique dominée par le clocher marquant la nef ; sur les côtés, deux corps annexes flanqués d'absidioles viennent indiquer les collatéraux de l'église. Le corps central se compose du portail et du clocher, séparés des façades latérales par deux contreforts octogonaux ornés d'arcatures, percé d'étroites meurtrières et chacun coiffé d'un pinacle. Le portail de pierre, en arc brisé surhaussé à archivoltes multiples, est orné d'un tympan constitué d'une petite arcade nichée dans le renfoncement du portail. L'entrée se fait en dessous du tympan, par une porte dont le linteau présente des moulures complexes en corbeau. Le portail est surmonté d'un vaste gable comportant un fleuron cruciforme au sommet et des crochets à feuilles sur ses rebords. En son centre prend place une rose octolobée aveugle autour de laquelle gravitent trois disques trilobés. Le clocher semble émerger du portail flanqué des lourds contreforts, Il est percé sur toutes ses faces (excepté celle donnant sur la nef) dans sa partie basse de deux meurtrières, nichées dans des arcades trilobées géminées, elles-mêmes cernées de fines colonnettes engagées qui forment dans la partie supérieure deux lancettes. Ouvertes, celles-ci se trouvent au niveau des cloches, aussi comportent-elles des abat-sons. La rose surmontant les deux lancettes (sur toutes les faces) abrite une horloge. Le tout est couronné d'un arc brisé en larmier. Aux angles tronqués du clocher, des contreforts couronnés de pinacles permettent, en plus de leur rôle structurel, d'accentuer l'impression d'élévation. Des pignons comportant crochets et pinacle en leur sommet ornent toutes les faces du clocher. Enfin, la flèche, cernée au tiers de sa hauteur d'arcades en tiers-point, coiffe l'ensemble. 
Les façades latérales contiennent chacune une entrée comprenant un arc surbaissé surmonté d'un trilobe, d'un gable et de deux pinacles en amortissement. Au-dessus de chaque entrée prend place une large baie en lancette à laquelle se joint un larmier. Le sommet des façades est orné d'une arcature se prolongeant sur les secondes façades. Ces dernières comportent une abside pentagonale dont chaque face est séparée de l'autre par un contrefort, elles sont également percées chacune d'une lancette. Les angles de chaque corps annexe, à l'image du clocher, comportent des contreforts surmontés d'un pinacle.
À noter que les sculptures n'ont été terminées sur l'ensemble de l'église qu'au niveau de la façade principale ainsi que sur le clocher, sur le reste de l'édifice, les blocs de pierre n'ont été qu'équarris. 
Les vitraux d'origine ont été détruits en 1918, lorsque les Allemands quittant Tourcoing ont fait sauter le pont hydraulique situé à proximité, l'explosion avait alors soufflé les vitraux. Refaits durant l'entre-deux-guerres, un de ces plus fameux vitraux, le vitrail de Notre Dame de la Treille, a été restauré en 2012. L'intérieur a conservé sa décoration d'origine. La chaire est remarquable avec l'illustration des sept vertus cardinales.
L'église est inscrite au titre des monuments historiques par arrêté du 5 avril 2019, ce sont les vitraux plus que l'édifice en lui-même qui ont motivé cette inscription.
L'église est connue pour la qualité de ses concerts, notamment donnés par l'atelier choral du conservatoire de Tourcoing.